# Nico Antonio
Nico Antonio aussi connu sous le pseudonyme de Jerico Antonio est un artiste philippin né le 24 mai 1983 à Manille.

## Biographie
Il est issu d'une éminente famille. Plusieurs membres de son clan ont réussi en tant qu'avocats et scientifiques. Il a fait ses études au lycée Ateneo de Manille avant de devenir diplômé en droit au San Sebastian College de Manille. 
Il fait ses débuts au grand écran en 2004 dans la comédie romantique Minsan pa et a fondé en 2009 le groupe de boysband Voizboys, en compagnie de ses amis Guji Lorenzana, Tom Rodriguez et Jayr Siaboc. En 2014 il remporte le prix d'interprétation du "Pinakamahusay na Pangunahing Aktor" en tant que meilleur acteur de soutien pour le drame Red.
Il est marié avec la productrice de film Angel Garces-Antonio avec qui il a eu deux fils Josiah et Jacob.

## Filmographie

### En tant qu'acteur
- 2004 : Minsan pa
- 2006 : Kubrador
- 2007 : Baliw
- 2007 : Angels
- 2009 : Ang laro ng buhay ni Juan
- 2010 : Here Comes the Brides
- 2010 : Emir
- 2010 : Magkakapatid
- 2010 : I Do
- 2010 : My Amnesia Girl
- 2011 : The Adventures of Pureza: Queen of the Riles
- 2011 : Amok
- 2012 : Captive
- 2012 : Posas
- 2012 : The Strangers
- 2012 : Amorosa : The Revenge
- 2012 : Beauty in a Bottle
- 2012 : Si Agimat si Enteng Kabisote at si ako
- 2013 : Tuhog
- 2013 : The Diplomat Hotel
- 2013 : Instant Mommy
- 2013 : If Only
- 2013 : Ekstra
- 2013 : Babagwa
- 2013 : Bendor
- 2013 : Eyeball
- 2013 : My Little Bossings
- 2014 : Dyesebel
- 2014 : Beauty in a Bottle
- 2014 : M: Mother's Maiden Name
- 2014 : Beauty in a Bottle
- 2014 : Red
- 2014 : Hindi pa ako tulog Jose Alberto
- 2015 : Tandem
- 2015 : Waiting for Mr. Cabagnot
- 2015 : Beast
- 2016 : Straight to the Heart
- 2016 : Echorsis
- 2016 : My Candidate
- 2017 : Ilawod
- 2017 : Walang Alamat

### En tant que producteur
- 2014 : Bwaya
- 2016 : I America

### Séries télévisées
- 2010 : Idol
- 2010 : M3: Malay mo ma-develop
- 2011 : Nasaan ka, Elisa?
- 2011-2012 : Reputasyon
- 2013 : Dugong Buhay
- 2013 : My Little Juan
- 2013 : Bukas na lang kita mamahalin
- 2014 : Ipaglaban mo
- 2014 : On the Wings of Love
- 2010-2016 : Maalaala mo kaya
- 2013-2016 (10 épisodes) : Katipunan
- 2013-2017 : Wansapanataym